# رامون بوفيدا
رامون بوفيدا (بالإسبانية: Ramón Bóveda)‏ هو لاعب كرة قدم أرجنتيني في مركز نصف الجناح، ولد في 18 مارس 1949 في Pirané ‏ في الأرجنتين. شارك مع منتخب الأرجنتين لكرة القدم. أما مع النوادي، فقد لعب مع أتلتيكو ناسيونال وروزاريو سنترال وسارمينتو دي خونين.

## وصلات خارجية
- رامون بوفيدا على موقع قاعدة بيانات كرة القدم.إي يو (الإنجليزية)
- رامون بوفيدا على موقع ناشيونال فوتبول تيمز (الإنجليزية)
- رامون بوفيدا على موقع عالم كرة القدم.نت (الإنجليزية)